# Jacquiniella steyermarkii
Jacquiniella steyermarkii là một loài thực vật có hoa trong họ Lan. Loài này được Carnevali & Dressler mô tả khoa học đầu tiên năm 1992.